# Nasty Girl (The Notorious B.I.G.)
Nasty Girl è il quarto singolo postumo del rapper newyorkese The Notorious B.I.G. pubblicato dalla Bad Boy Records e dall'Atlantic Records su CD e 12" nel 2005 negli Stati Uniti e nel 2006 nel Regno Unito, raggiungendo in questo paese la prima posizione in classifica scalzando il singolo Ghetto Gospel del rapper rivale Tupac Shakur. Alla canzone collaborano Jagged Edge, P. Diddy, Avery Storm e Nelly, e nel video compaiono Pharrell, Usher, Fat Joe, 8 Ball & MJG, Teairra Marí, Jazze Pha, Dj Green Lantern, Naomi Campbell e Memphis Bleek. Il brano si trova nell'album Duets: The Final Chapter, ma la parte di The Notorious B.I.G. è presa dal brano Nasty Boy contenuto nell'album Life After Death; è apparso anche nell'album Sweatsuit di Nelly.

## Tracce

### UK CD 1
1. Nasty Girl (Main version) (ft. P. Diddy, Nelly, Jagged Edge e Avery Storm)
2. Mo Money Mo Problems (ft. Puff Daddy and Mase)

### UK CD 2
1. Nasty Girl (Main version) (ft. P. Diddy, Nelly, Jagged Edge e Avery Storm)
2. Hold Ya Head (ft. Bob Marley)
3. Nasty Girl (MyTone - Personalized Ringtone)
4. Hold Ya Head (MyTone - Personalized Ringtone)

### UK 12"
1. Nasty Girl (Main version) (ft. P. Diddy, Nelly, Jagged Edge e Avery Storm)
2. Nasty Girl (Strumentale)
3. Hold Ya Head (ft. Bob Marley)
4. Mo Money Mo Problems (ft. Puff Daddy e Mase)

### CD australiano
1. Nasty Girl (Main version) (ft. P. Diddy, Nelly, Jagged Edge e Avery Storm)
2. Mo Money Mo Problems (ft. Puff Daddy and Mase)
3. Hold Ya Head (ft. Bob Marley)